# Shiann Salmon
Shiann Salmon (Kingston, 31 marzo 1999) è un'ostacolista e velocista giamaicana.

## Progressione

### 400 metri piani
| Stagione | Misura   | Luogo           | Data      | Rank. Mond. |
| -------- | -------- | --------------- | --------- | ----------- |
| 2024     | 52"14    | Kingston        | 20-4-2024 |             |
| 2023     | 51"22    | Kingston        | 8-7-2023  |             |
| 2022     | 52"24    | Kingston        | 25-6-2022 |             |
| 2021     | 51"74    | Austin          | 27-3-2021 |             |
| 2020     | 53"74(i) | College Station | 22-2-2020 |             |
| 2019     | 52"35    | Kingston        | 18-5-2019 |             |
| 2018     | 52"05    | Kingston        | 24-3-2018 |             |
| 2017     |          |                 |           |             |
| 2016     | 55"29    | Kingston        | 16-4-2016 |             |
| 2015     | 55"61    | Kingston        | 14-3-2015 |             |
| 2014     | 55"92    | Kingston        | 29-3-2014 |             |
| 2013     | 58"57    | Kingston        | 2-3-2013  |             |

### 400 metri ostacoli
| Stagione | Misura | Luogo        | Data      | Rank. Mond. |
| -------- | ------ | ------------ | --------- | ----------- |
| 2024     | 52"97  | Zurigo       | 5-9-2024  |             |
| 2023     | 53"97  | Kingston     | 7-7-2023  |             |
| 2022     | 53"82  | Kingston     | 24-6-2022 |             |
| 2021     | 54"97  | Jacksonville | 31-5-2021 |             |
| 2020     |        |              |           |             |
| 2019     | 55"16  | Doha         | 2-10-2019 |             |
| 2018     | 55"78  | Kingston     | 23-3-2018 |             |
| 2017     | 57"82  | Kingston     | 31-3-2017 |             |
| 2016     | 57"78  | Kingston     | 18-3-2016 |             |
| 2015     | 58"88  | Kingston     | 27-3-2015 |             |

## Palmarès
| Anno | Manifestazione          | Sede       | Evento        | Risultato  | Prestazione | Note                                     |
| ---- | ----------------------- | ---------- | ------------- | ---------- | ----------- | ---------------------------------------- |
| 2014 | Campionati CAC U18      | Morelia    | Salto in alto | Bronzo     | 1,72 m      |                                          |
| 2015 | Mondiali U18            | Cali       | 400 m hs      | Batteria   | 1'05"56     |                                          |
| 2018 | Mondiali U20            | Tampere    | 400 m hs      | Argento    | 56"11       |                                          |
| 2018 | Mondiali U20            | Tampere    | 1500 m piani  | Bronzo     | 3'31"90     | Miglior prestazione personale stagionale |
| 2019 | Campionati NACAC U23    | Queretaro  | 400 m hs      | Argento    | 56"83       |                                          |
| 2019 | Campionati NACAC U23    | Queretaro  | 4x400 m mista | Oro        | 3'16"99     | Record dei campionati                    |
| 2019 | Mondiali                | Doha       | 400 m hs      | Semifinale | 55"16       | [ 1 ]                                    |
| 2021 | Campionati NACAC U23    | San José   | 400 m hs      | Oro        | 58"29       |                                          |
| 2021 | Campionati NACAC U23    | San José   | 4x400 m mista | Oro        | 3'20"71     |                                          |
| 2022 | Mondiali                | Eugene     | 400 m hs      | Semifinale | 54"16       |                                          |
| 2022 | Giochi del Commonwealth | Birmingham | 400 m hs      | Argento    | 54"47       |                                          |
| 2022 | Giochi del Commonwealth | Birmingham | 4x400 m       | Argento    | 3'26"93     |                                          |
| 2022 | Campionati NACAC        | Freeport   | 400 m hs      | Oro        | 54"22       |                                          |
| 2022 | Campionati NACAC        | Freeport   | 4x400 m       | Argento    | 3'20"72     |                                          |
| 2023 | Mondiali                | Budapest   | 4x400 m       | Argento    | 3'22"74     | [ 2 ]                                    |
| 2024 | Giochi olimpici         | Parigi     | 400 m hs      | 6ª         | 53"29       | [ 3 ] [ 4 ]                              |
| 2024 | Giochi olimpici         | Parigi     | 4x400 m       | Finale     | dnf         | [ 5 ]                                    |

## Campionati nazionali
2018
- 7ª ai campionati giamaicani (Kingston), 400 m ostacoli - 56"61

2019
- Argento ai campionati giamaicani (Kingston), 400 m ostacoli - 55"39

2021
- 4ª ai campionati giamaicani (Kingston), 400 m ostacoli - 55"00

2022
- eliminata in batteria ai campionati giamaicani (Kingston), 400 m piani - 52"24
- Argento ai campionati giamaicani (Kingston), 400 m ostacoli - 53"82

2023
- 6ª ai campionati giamaicani (Kingston), 400 m piani - 51"73
- 4ª ai campionati giamaicani (Kingston), 400 m ostacoli - 53"97

2024
- eliminata in batteria ai campionati giamaicani (Kingston), 400 m piani - 52"49
- Bronzo ai campionati giamaicani (Kingston), 400 m ostacoli - 53"71

## Altre competizioni internazionali
2013
- Bronzo ai CARIFTA Games U17 ( Nassau), salto in alto - 1,60 m

2016
- Oro ai CARIFTA Games U18 ( St. George's), 400 m hs - 59"50
- Oro ai CARIFTA Games U18 ( St. George's), 4x400 m - 3'39"31
- Oro ai CARIFTA Games U18 ( St. George's), salto in alto - 1,82 m

2017
- Argento ai CARIFTA Games U20 ( Willemstad), 400 m hs - 59"59
- Oro ai CARIFTA Games U20 ( Willemstad), 4x400 m - 3'33"96
- Oro ai CARIFTA Games U20 ( Willemstad), salto in alto - 1,76 m

2018
- Oro ai CARIFTA Games U20 ( Nassau), 400 m hs - 56"22
- squalificate ai CARIFTA Games U20 ( Nassau), 4x400 m

2023
- Bronzo al Meeting international Mohammed VI d'athlétisme de Rabat ( Rabat), 400 m hs - 54"42

2024
- Argento al Meeting international Mohammed VI d'athlétisme ( Marrakech), 400 m hs - 54"27
- 7ª al London Athletics Meet ( Londra), 400 m hs - 54"50
- 4ª al Kamila Skolimowska Memorial ( Stoccolma), 400 m hs - 53"15
- Argento al Golden Gala Pietro Mennea ( Roma), 400 m hs - 53"20
- Oro al Weltklasse Zürich ( Zurigo), 400 m hs - 52"97
- Bronzo al Memorial Van Damme ( Bruxelles), 400 m hs - 53"99